# Chryste Gaines
Pour les articles homonymes, voir Gaines.
Chryste Gaines, née le 14 septembre 1970 à Lawton, Oklahoma, est une athlète américaine, évoluant sur le sprint.
Après obtenu des médailles avec le relais américain, dont le titre olympique 1996 et le titre mondial 1997 elle est contrôlée positive au modafinil à l'occasion des sélections américaines d'athlétisme pour les Mondiaux 2003 à Paris, puis a seulement reçu un avertissement public de l'Agence antidopage américaine.
Puis, en juin 2004, impliquée dans l'affaire Balco, le laboratoire soupçonné d'avoir fourni des stéroïdes à de nombreux sportifs, elle a été officiellement accusée, avec Tim Montgomery et deux autres athlètes américains, par l'agence antidopage américaine d'infraction aux règlements antidopage, sans pourtant avoir jamais été contrôlés positifs. Elle est condamnée en décembre 2005 par le Tribunal arbitral du sport à 2 ans de suspension pour dopage.

## Palmarès
| Date | Compétition                    | Lieu      | Résultat | Épreuve   | Temps   |
| ---- | ------------------------------ | --------- | -------- | --------- | ------- |
| 1995 | Championnats du monde en salle | Barcelone | 7e       | 60 m      | 7 s 22  |
| 1995 | Jeux panaméricains             | Toronto   | 1re      | 100 m     | 11 s 05 |
| 1995 | Jeux panaméricains             | Toronto   | 1re      | 4 x 100 m | 43 s 55 |
| 1995 | Championnats du monde          | Göteborg  | 1re      | 4 × 100 m | 42 s 12 |
| 1996 | Jeux olympiques                | Atlanta   | 1re      | 4 × 100 m | 41 s 95 |
| 1997 | Championnats du monde          | Athènes   | 1re      | 4 × 100 m | 41 s 47 |
| 1997 | Finale mondiale                | Athènes   | 8e       | 100 m     | 11 s 32 |
| 1998 | Finale mondiale                | Moscou    | 6e       | 100 m     | 11 s 23 |
| 2000 | Jeux olympiques                | Sydney    | 3e       | 4 × 100 m | 42 s 20 |
| 2000 | Finale mondiale                | Doha      | 1re      | 100 m     | 11 s 09 |
| 2001 | Championnats du monde en salle | Lisbonne  | 3e       | 60 m      | 7 s 12  |
| 2001 | Championnats du monde          | Edmonton  | 4e       | 100 m     | 11 s 06 |
| 2002 | Finale mondiale                | Paris     | 3e       | 100 m     | 11 s 09 |
| 2003 | Championnats du monde          | Paris     | 2e       | 4 × 100 m | 41 s 83 |
| 2003 | Finale mondiale                | Monaco    | 1re      | 100 m     | 10 s 86 |

## Records
| Épreuve | Performance | Lieu     | Date              |
| ------- | ----------- | -------- | ----------------- |
| 60 m    | 7 s 12      | Lisbonne | 11 mars 2001      |
| 100 m   | 10 s 86     | Zurich   | 14 septembre 2003 |
| 200 m   | 22 s 67     | Yokohama | 23 septembre 2003 |